# World Charter for Prostitutes' Rights
| World Charter for Prostitutes' Rights |
| --- |
| Sidan 1 av 2 av en originalkopia av World Charter for Prostitutes' Rights. Den skrevs och antogs den 15 februari 1985, vid den första World Whores Congress i Amsterdam. - Betydelse – deklaration för sexarbetares rättigheter - Bakgrund – antagen 15 februari 1985 av International Committee for Prostitutes’ Rights (i Amsterdam) - Innebörd – stadgande av prostituerades mänskliga rättigheter, för att minska diskrimineringen emot gruppen |

World Charter for Prostitutes' Rights (WCPR) är en deklaration och stadga för sexarbetarnas (de prostituerades) globala rättigheter. Den antogs 1985 av sexarbetarrörelsen International Committee for Prostitutes’ Rights (ICPR).
Deklarationen etablerade ett mänskliga rättigheter-baserat perspektiv gentemot prostitution, och den kräver bland annat att sexarbetare ska garanteras yttrandefrihet, rörelsefrihet, migrationsfrihet, arbets-, äktenskaps- och mödraskapsfrihet samt rätt till hälsoskydd och logi. Dessa perspektiv har senare vidareutvecklats av rörelsen kring sexarbetares rättigheter.

## Bakgrund
World Charter for Prostitutes' Rights formaliserades utifrån den rättighetsrörelse som prostituerade / sexarbetare skapade i mitten av 1970-talet. Skillnaden mellan frivillig och framtvingad prostitution utvecklades av rörelsen, som svar mot feminister och andra som såg all prostitution som en form av övergrepp.
Idén om en stadga för de prostituerades rättigheter uppstod inom prostitutionsrörelsen i mitten av 1970-talet. Den instiftades genom två världsprostitutionskongresser, den i Amsterdam 1985 och den i Bryssel året efter. WCPR statuerades den 15 februari 1985 vid den första World Whores Congress i Amsterdam. Drivande i statueringen var den då nyligen bildade International Committee for Prostitutes' Rights (ICPR). Deklarationen kräver avkriminalisering av "alla delar av vuxnas prostitution som härrör från individuella beslut". Deklarationen markerar vidare att prostituerade behöver garanteras "alla mänskliga och medborgerliga rättigheter", inklusive rätten till yttrandefrihet, rörelsefrihet, migrationsfrihet, äktenskaps- och mödraskapsfrihet samt rätt till hälsoskydd och logi.
Dessutom efterlyser den ett skydd av "arbetsrättsliga normer", som avskaffandet av lagar som statuerar systematisk avgränsning av miljöerna där prostitution är tillåten. Man kräver att prostituerade ska vara fria att välja både sin arbetsplats och sin bostad, liksom att de ska få "saluföra och utföra sina tjänster under de villkor som endast styrs av dem själva." Deklarationen hävdar de prostituerades rätt att få betala allmän skatt "på samma basis som vilka som helst andra fria företagare och frilansare", liksom att få utnyttja samma sorts skattefinansierade medborgerliga förmåner.

## Texten

### Lagar[2][6]
- Avkriminalisera av alla aspekter av vuxnas prostitution som härrör från individuellas beslut.
- Avkriminalisera prostitution och reglera tredje part enligt vanlig affärspraxis.

De befintliga normerna i affärslivet tillåter övergrepp mot prostituerade. Därför behöver särskilda klausuler föras in, för att förhindra övergrepp och stigmatisering av prostituerade (som egenföretagare eller med andra arbetsvillkor).
- Driva igenom lagstiftning emot bedrägeri, tvång, våld, barnmisshandel, barnarbete, våldtäkt och rasism varhelst den kan påträffas, med eller utan koppling till prostitution.
- Utrota lagar som kan tolkas som hinder mot föreningsfriheten och rörelsefriheten för prostituterade i eller mellan länder. Prostituerade har rätt till ett privatliv.

### Mänskliga rättigheter
- Garantera alla prostituerades mänskliga och medborgerliga rättigheter, inklusive yttrandefrihet, rörelsefrihet, migrationsfrihet, arbets-, äktenskaps- och mödraskapsfrihet, liksom rätten till arbetslöshets- och socialförsäkring samt en bostad.
- Tillförsäkra asylrätten för den som förnekats mänskliga rättigheter på basis av "statusbaserat brott" – prostitution eller homosexualitet.

### Arbetsvillkor

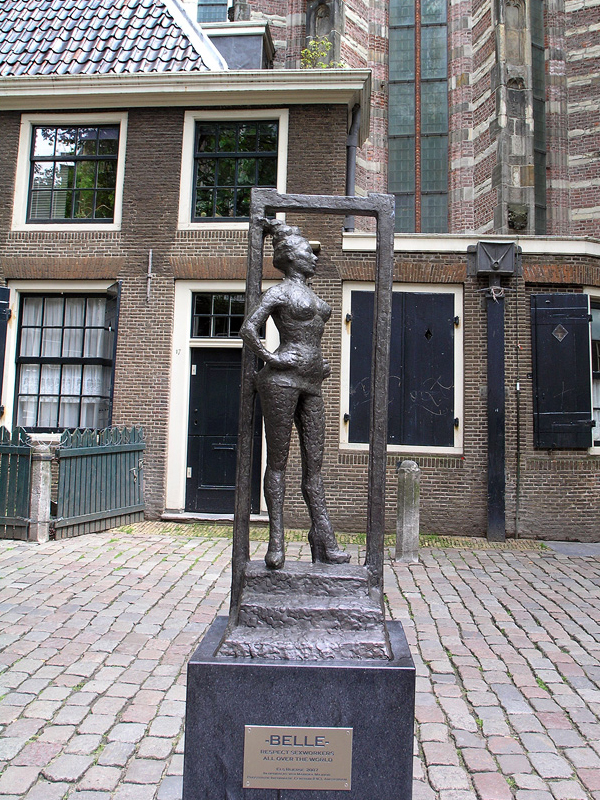
Bronsstatyn Belle i Amsterdams prostitutionsstråk De Wallen, framför Oude Kerk. Statyn har inskriptionen "Respect sex workers all over the world."

- Det ska inte finnas nåǵon lag som stöder systematisk begränsning av prostituerades arbetsmiljöer. Prostituerade ska ha friheten att själv kunna välja sin arbetsplats- och bostadsbelägenhet. Det är centralt att prostituerade ska kunna utöva sitt arbete under villkor som bestäms av endast dem själva.
- Det borde skapas en kommitté som kan tillförsäkra de prostituerade deras rättigheter och till vilken prostituerade kan hänskjuta sina klagomål. Denna kommitté behöver vara sammansatt av prostituerade eller andra yrkesmänniskor, som jurister och sympatisatörer till de prostituerades intressen.
- De ska inte finnas någon lag som utövar diskriminering emot prostituerade som samarbetar och organiserar sig i grupp för att tillförsäkra sig en högre nivå av personlig trygghet.

### Hälsa
- Alla kvinnor och män ska kunna få tillgång till regelbundna hälsokontroller, vad gäller sexuellt överförbara sjukdomar. Eftersom hälsokontroller historiskt använts för att kontrollera och stigmatisera prostituerade, och eftersom vuxna prostituerade i allmänhet är mer medvetna om sin sexuella hälsa än andra, är obligatoriska hälsokontroller för prostituerade acceptabla endast om de är lika obligatoriska för alla sexuellt aktiva människor.

### Tjänster
- Arbetsmarknadsrelaterade, rådgivande, juridiska och bostadsrelaterade tjänster för förrymda barn ska få finansiering, för att undvika prostitution av minderåriga och för att främja barns välbefinnande och förmågor.
- Prostituerade måste få åtnjuta samma sociala förmåner som alla andra medborgare, i enlighet med de olika ländernas skilda regelverk.
- Skyddade boenden och tjänster för yrkesverksamma prostituerade och omskolningsprogram för prostituerade som önskar lämna yrket bör få finansiering.

### Skatter
- Inga särskilda skatter ska behöva tas ut av prostituerade eller relaterade företag.
- Prostituerade borde få betala allmän skatt på samma basis som andra egenföretagare och anställda, och de måste kunna få åtnjuta samma förmåner.

### Allmänna opinionen
- Stöd till utbildningsprogram för att förändra sociala attityder som stigmatiserar och diskriminerar emot prostituerade oavsett ras, kön eller nationalitet.
- Utveckla utbildningsprogram som hjälper allmänheten att förstå att kunden spelar en nyckelroll inom prostitutionen, en roll som i allmänhet glöms av. Varken kunden eller den prostituerade ska kriminaliseras eller fördömas på en moralisk grund.
- Vi känner solidaritet med arbetarna inom sexbranschen.

### Organiserande
- Organiserandet av prostituerade och före detta prostituerade bör stödjas, för att främja implementeringen av ovanstående deklaration.

## Betydelse
I en nyhetsartikel som utannonserade antagandet av deklarationen, rapporterade United Press International: "Kvinnor från världens äldsta yrke, varav vissa bar exotiska masker för att skydda sin identitet, krävde under fredagen, på världens första internationella kongress för prostituerade, att samhället skulle sluta behandla dem som brottslingar."

### Stöd (utveckling av en mänskliga rättigheter-attityd)
Deklarationen och de två World Whores Congresses som hölls i Amsterdam (februari 1985) och Bryssel (oktober 1986) blev symboler för den internationella rättighetsrörelsen och politiska kampen för prostituerade. WCPR etablerade ett människorättsbaserat perspektiv i förhållande prostitution, ett perspektiv som senare utvecklats vidare av sexarbetarnas internationella rättighetsnätverk.
1999 omnämnde Santa Monica Mirror populariseringen av termen sexarbetare, som ett alternativ till hora och prostituerad. Man tillerkände WCPR och andra rollen för att ha "formulerat en global politisk rörelse som sökte erkännande och arbetade för sociala förändringar."
Året efter publicerade Carnegie Council en rapport om deklarationen, femton år efter dess antagande. I rapporten konstaterades att det mänskliga rättigheter-grepp som stadgan företräder visat sig vara "extremt användbart för advokater som vill minska diskrimineringen av sexarbetare." Exempelvis använde människorättsförespråkare i Australien denna deklaration för att arbeta emot obligatoriska hälsokontroller för sexarbetare och i kampen för att informationen i hälsokontroller ska hanteras konfidentiellt. Rapporten uppfattade det också som att försök från anti-prostitutions-aktivister att definiera prostitution i sin helhet som ett människorättsbrott skulle kunna bana väg för vissa regeringar att försöka "avskaffa sexbranschen".
2003 ansåg Kimberly Klinger i The Humanist att deklarationen hade blivit "en schablon som användes av människorättsförespråkare runt om i världen.

### Motstånd
I andra miljöer emottogs deklarationen inledningsvis med skepticism och förlöjliganden. The Philadelphia Daily News frågade sig om stadgan innehöll en arbetslöshetsklausul. En annan skribent refererade ringaktande till den som "en Magna Charta för horor". När den andra World Whores Congress arrangerades i Bryssel 1986, rapporterade Time: "Vad gjorde alla de där hororna i de ärorika salarna i Europaparlamentet i förra veckan? Den moraliska upprördheten som ekade i korridorerna kanske antydde att ett nytt Sodom och Gomorra var i görande. Orsak: cirka 125 prostituerade, varav tre män, deltog i den andra upplagan av horornas världskongress."
Deklarationen är fortsatt kontroversiell, och vissa feminister anser att prostitutionen är ett av de svåraste problem som kvinnor behöver handskas med – inte minst i utvecklingsländer. I Jessica Spectors bok Prostitution and Pornography (2006), erbjöd Vednita Carter och Evelina Giobbe följande kritik av stadgan:
"Tron att prostitution är ett arbete som vilket som helst skulle vara skrattretande om det inte vore så allvarligt. Genom att få marginaliserade prostituerade kvinnor att tro att avkriminaliseringen på ett påtagligt vis skulle kunna förändra deras liv som prostituerade på allvar är både farligt och oansvarigt. Det finns inga befriande klausuler i den här stadgan. Hallickar är inte 'tredje parts-managers'.